# Bystré (Słowacja)
Bystré – wieś i gmina (obec) na Słowacji, położona w regionie Szarysz, w kraju preszowskim w powiecie Vranov nad Topľou. Pierwsza wzmianka pisemna o miejscowości pojawia się w roku 1312.
W miejscowości znajdują się kościoły: rzymskokatolicki i ewangelicki oraz greckokatolicka cerkiew. Przez Bystré przepływa Hermanovský potok.
W drugiej połowie XIX w. na terenie miejscowości funkcjonował zakład tkacki.

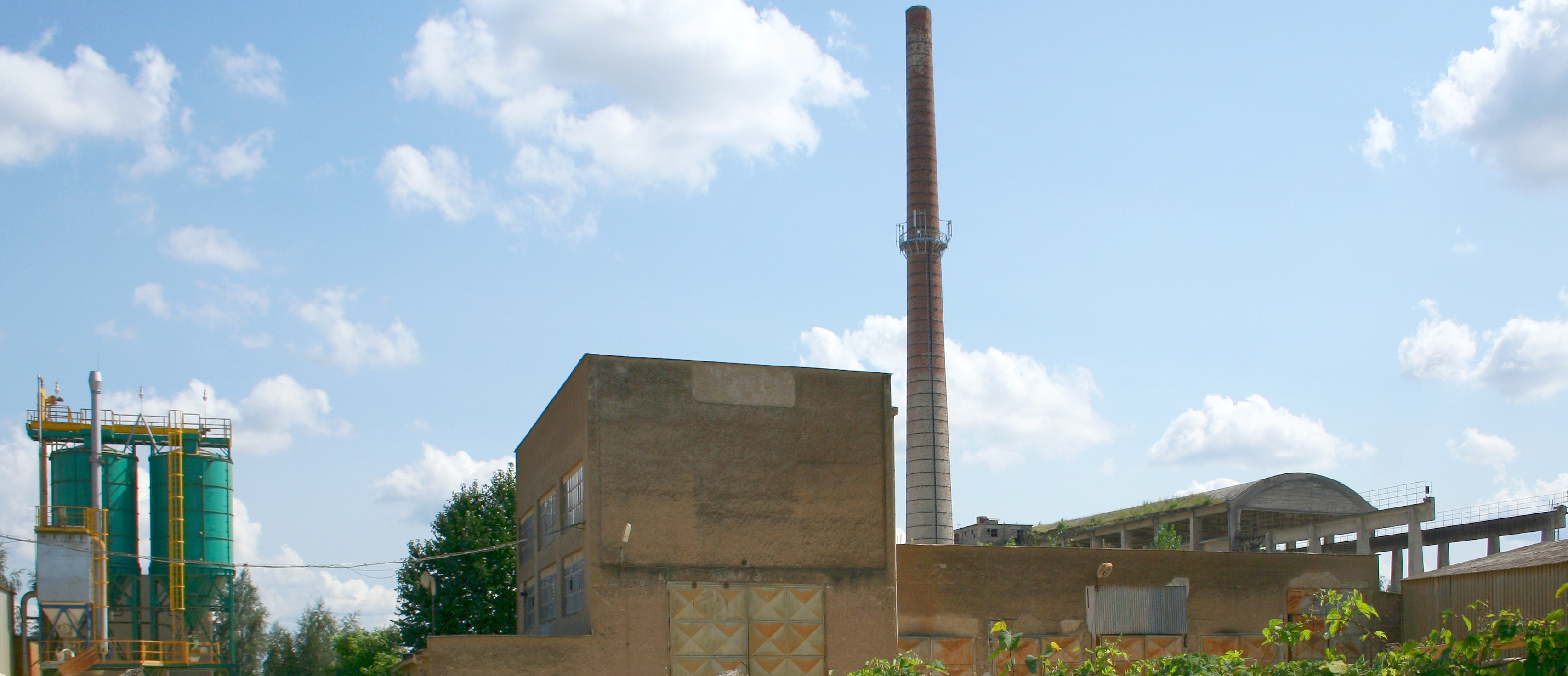
Cementownia "Zeocem"
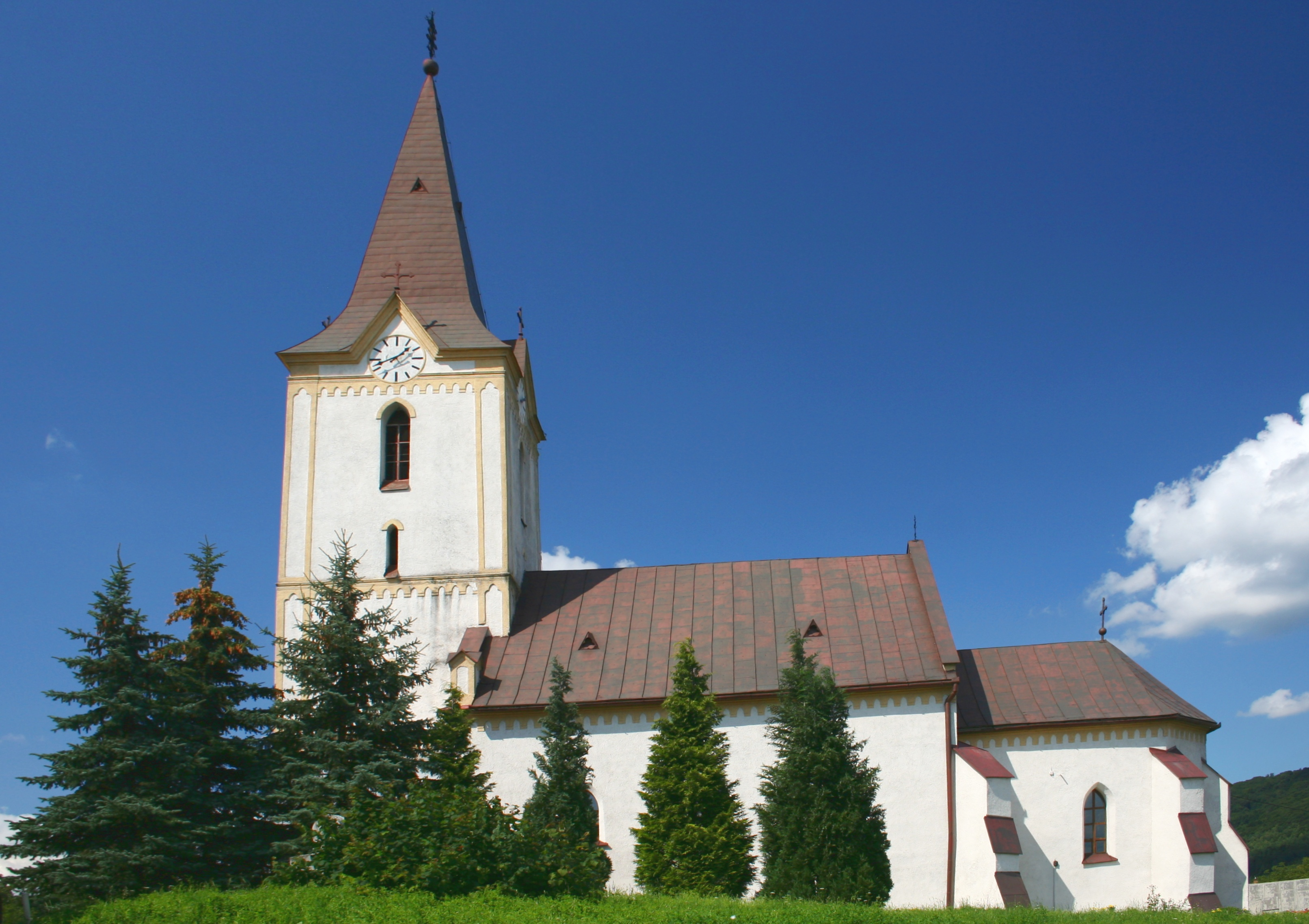
Kościół rzymskokatolicki